# Fu Xi

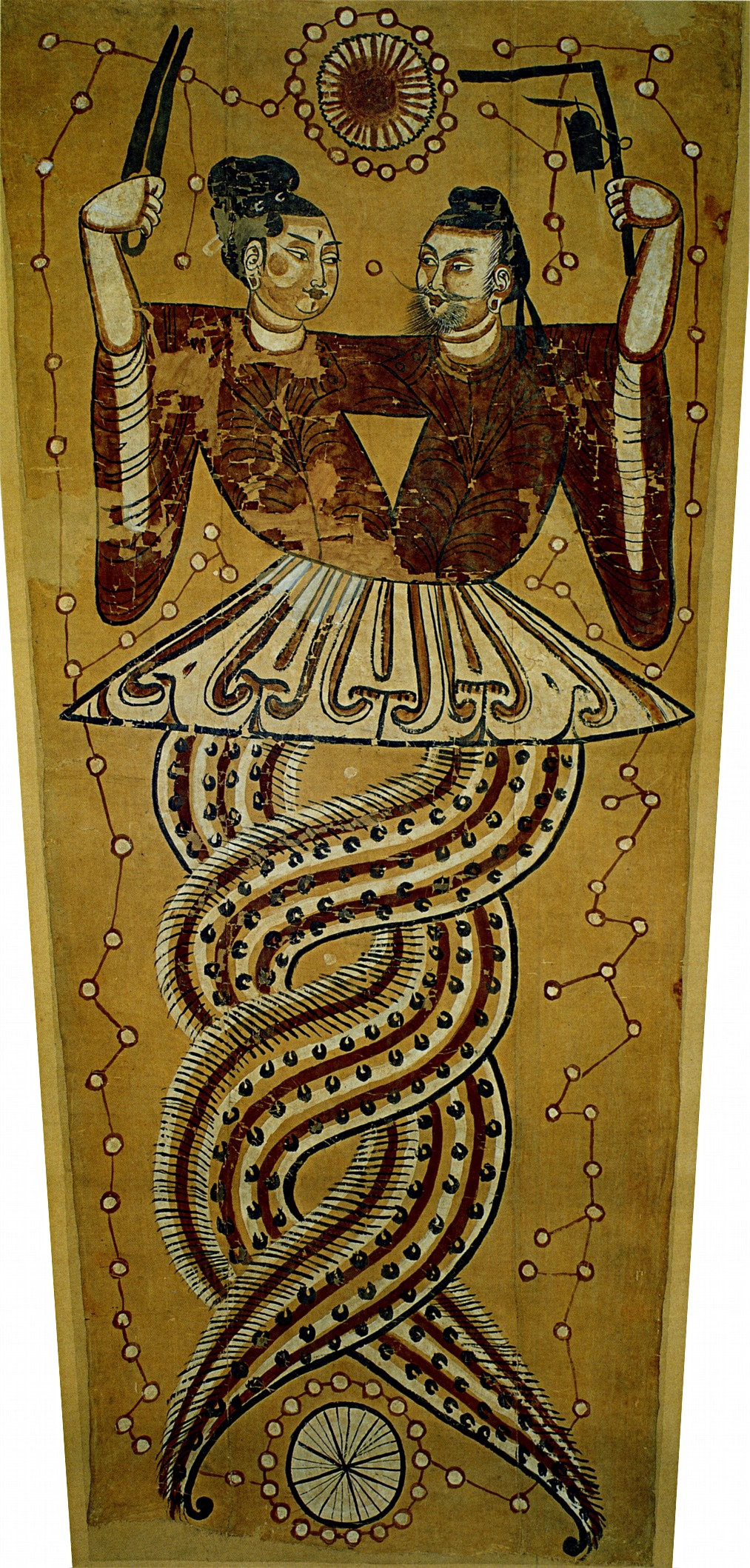
Nü Gua (mit Zirkel) und Fu Xi (mit Winkelmaß)

Fu Xi (chinesisch 伏羲, Pinyin Fú Xī) oder Pao Xi (庖牺,  Páo Xī), Tai Hao (太昊,  Tài Hào), auch Fúxī oder Fuxi, soll der erste der chinesischen Urkaiser gewesen sein, deren Mythen in der frühen Zhou-Zeit aufkamen. Der Legende nach ist er auch der Urahn der Menschen.
Er soll die Acht Trigramme des Yijing (I Ging, Buch der Wandlungen) erfunden haben, indem er über Himmel und Erde meditierte, und er soll den Menschen Melodie und Musik gebracht haben. Die Reihenfolge der acht Trigramme und 64 Hexagramme wurde mit seinem Namen in Zusammenhang gebracht und in Europa als eine formale Analogie zum Dualsystem angesehen. Er soll die Menschen darin unterrichtet haben, Netze zum Jagen und Fischen zu benutzen und geknotete Schnüre zum Messen von Zeit und Entfernungen. Auch soll er die Medizin erfunden haben. Als seine Gattin wird oft Nü Gua dargestellt.
Angeblich erlernte er die Kunst des Schreibens von einem gelehrten Drachen. Dieser soll ihm am Ufer des Gelben Flusses begegnet sein.
In der Han-Zeit wurde Fu Xi dann zum Gott des Ostens und des Frühlings und sein Sitz war der rechteckige Erdaltar. Auf Wandreliefs der Han-Dynastie ist er oft als Schlangenmensch gemeinsam mit Nü Gua abgebildet.
Ein mingzeitlicher Tempel des Fu Xi aus dem Jahr 1490 befindet sich in Tianshui in der chinesischen Provinz Gansu.

## Ursprung
Pangu galt in der chinesischen Mythologie als Schöpfungsgott. Er war ein Riese, der in einem Ei des Chaos schlief. Als er erwachte, stand er auf und teilte den Himmel und die Erde. Pangu starb dann, nachdem er aufgestanden war, und sein Körper verwandelte sich in Flüsse, Berge, Pflanzen, Tiere und alles andere auf der Welt, darunter ein mächtiges Wesen, das als Huaxu (trad. 華胥, vereinf. 华胥) bekannt ist. Huaxu brachte einen Zwillingsbruder und eine Zwillingsschwester zur Welt, Fu Xi und Nüwa. Fu Xi und Nüwa sollen Kreaturen sein, die Gesichter von Menschen und Körper von Schlangen haben.
Fu Xi wurde als „Ursprungsmensch“ bezeichnet und soll im unteren Mittellauf des Gelben Flusses an einem Ort namens Chengji (成纪) geboren worden sein (möglicherweise das moderne Lantian, Shaanxi Provinz, oder Tianshui, Gansu Provinz).

## Entstehung der Menschen
Nach dem Shanhaijing waren Fu Xi und Nüwa die Urmenschen, die auf dem mythologischen Kunlun-Berg (heute Huashan) lebten. Eines Tages stellten sie zwei getrennte Feuerhaufen auf, welche schließlich eins wurden. Unter dem nun verbundenen Feuer beschlossen sie, Ehemann und Ehefrau zu werden. Fu Xi und Nüwa benutzten Ton, um Nachkommen zu erschaffen, und mit der göttlichen Kraft ließen sie die Tonfiguren lebendig werden. Diese Tonfiguren waren die frühesten Menschen. Fu Xi und Nüwa wurden von den Chinesen in der Regel als zwei der drei Souveräne in der frühen patriarchalischen Gesellschaft in China (ca. 2.600 v. Chr.) anerkannt – basierend auf dem Mythos über Fu Xi, der in seinem Stamm ein Eheritual etablierte. Die Schöpfung des Menschen war eine Geschichte von einer größeren Familienstruktur, die die Figur eines Vaters beinhaltete.

## Soziale Bedeutung Fu Xis
Auf einer der Säulen des Fu-Xi-Tempels in der Provinz Gansu wird folgende Bedeutung von Fu Xi beschrieben:

„Am Anfang gab es noch keine moralische oder soziale Ordnung. Männer kannten nur ihre Mütter, nicht ihre Väter. Wenn sie hungerten, suchten sie nach Nahrung; wenn sie zufrieden waren, warfen sie die Reste weg. Sie verschlangen ihre Nahrung, versteckten sich, tranken das Blut und kleideten sich in Häute. Dann kam Fu Xi und schaute nach oben und betrachtete die Bilder im Himmel, blickte nach unten und betrachtete die Ereignisse auf Erden. Er vereinte Mann und Frau, regulierte die fünf Stufen des Wandels und legte die Gesetze der Menschheit fest. Er entwarf die acht Trigramme, um die Welt zu beherrschen. (古之時未有三綱、六紀，民人但知其母，不知其父，能覆前而不能覆後，臥之言去言去，起之吁吁，饑即求食，飽即棄余，茹毛飲血而衣皮葦。 於是伏羲仰觀象於天，俯察法於地，因夫婦正五行，始定人道，畫八卦以治下。 )“

Fu Xi brachte seinen Untertanen bei, zu kochen, mit Netzen zu fischen und mit Waffen aus Knochen, Holz oder Bambus zu jagen. Er leitete die Ehe ein und opferte dem Himmel die ersten Opfer unter freiem Himmel. Eine Steintafel aus dem Jahr 160 n. Chr. zeigt Fu Xi mit Nüwa.
Traditionell gilt Fu Xi als Urheber des I Ging. Nach dieser Tradition wurden Fu Xi die Anordnung der Trigramme des I Ging auf dem Rücken eines mythischen Drachenpferdes (manchmal auch eine Schildkröte) offenbart, die aus dem Luo-Fluss hervorging. Diese Entdeckung soll der Ursprung der Kalligraphie gewesen sein.

## Lebenszeit und Regentschaft
Obwohl Fu Xi ins Reich der Legende gehört, gibt es verschiedene Vorschläge, seine Herrschaft zu datieren.
- Nach Berechnungen des jesuitischen Missionars Martino Martini im 17. Jahrhundert soll Fu Xi 2952–2838 v. Chr. regiert haben.[5]
- Häufig wird auch der Regierungszeitraum 2852–2738 v. Chr. genannt.[6]
- Der Sinologe und Übersetzer James Legge gab als fiktives Geburtsdatum von Fu Xi das Jahr 3322 v. Chr. an.[7]

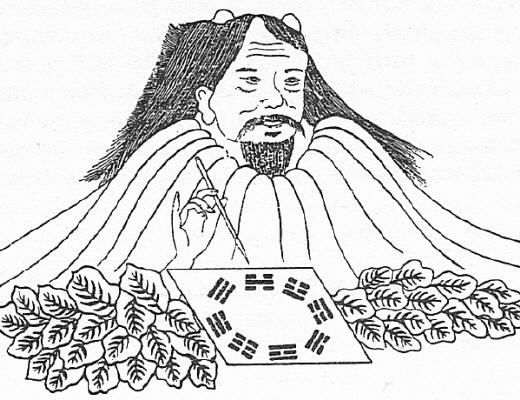
Fuxi und die Trigramme
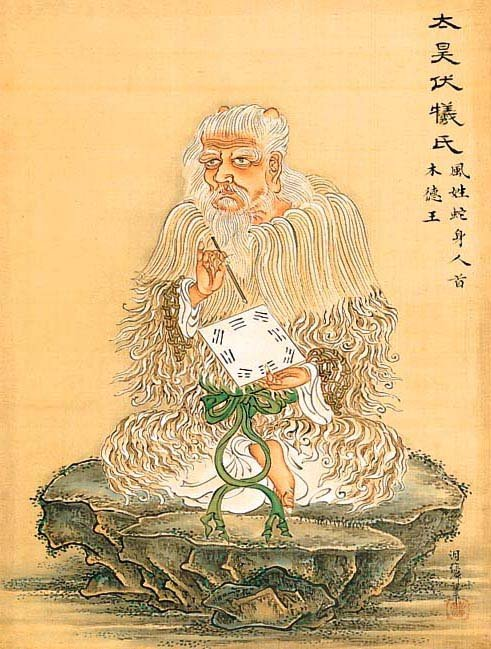
Fuxi und die Trigramme

## Tod
Fuxi soll insgesamt 197 Jahre gelebt haben und starb an einem Ort namens Chen (heute Huaiyang, Henan), wo ein Denkmal für ihn noch immer gefunden und als Touristenattraktion besucht werden kann.